# High Speed Grinding

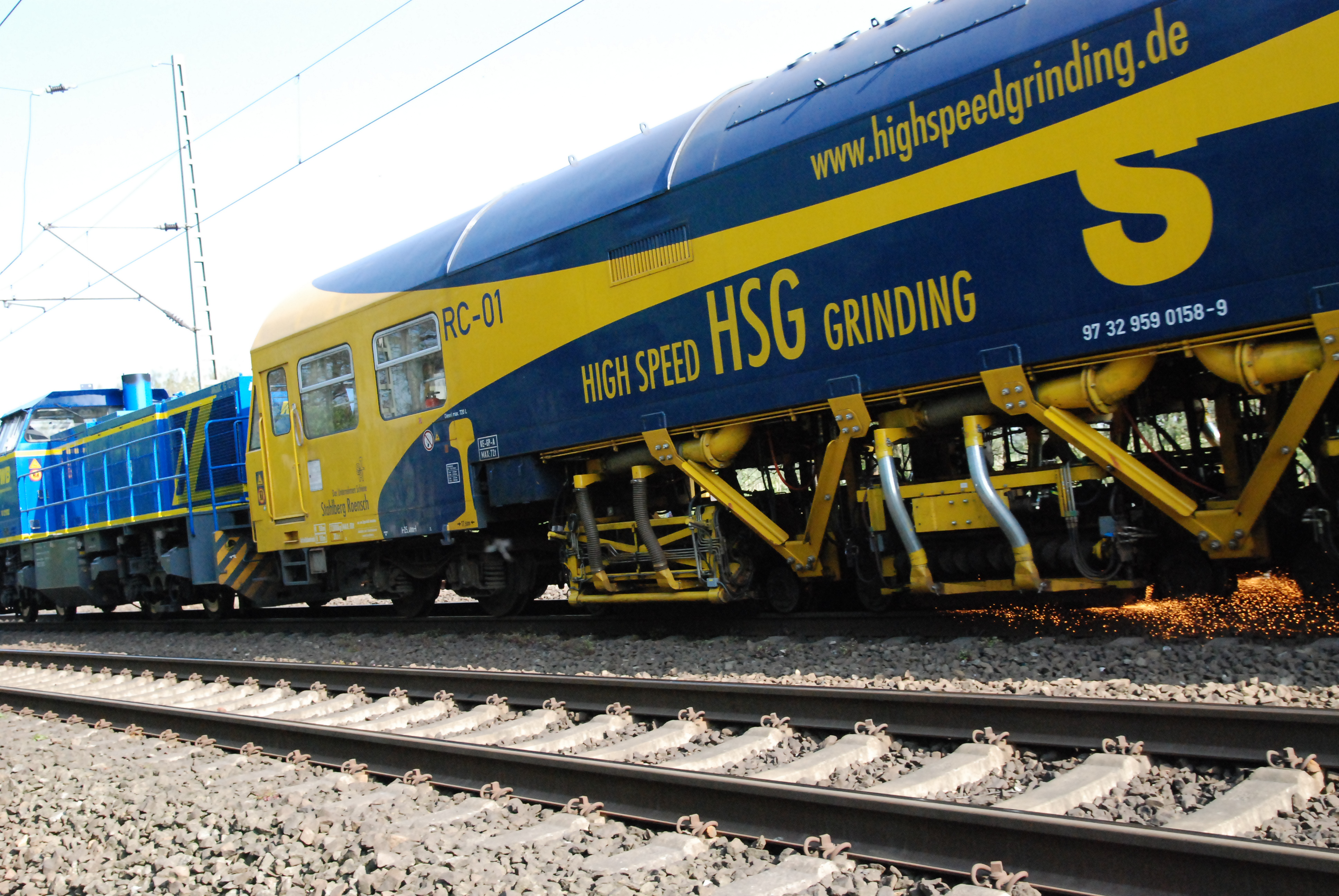
Шлифовальный поезд HSG RC-01 в работе

High Speed Grinding (HSG) — это концепция высокоскоростного шлифования рельсового пути, разработанная немецкой компанией Stahlberg Roensch из города Зеветаль. Метод позволяет осуществлять шлифование рельсов на скоростях свыше 100 км/ч.

## Предыстория
Необходимость в шлифовании возникла у железнодорожных компаний из-за различных дефектов на поверхности рельсов. Отслоение и выкрашивание металла ведут к удорожанию обслуживания пути, увеличению шума, нарушению графика движения и уменьшению срока службы рельсов. Эти проблемы усугубляются растущей плотностью и скоростью грузовых и пассажирских перевозок. Стандартные методы обслуживания пути (фрезерование, строгание или шлифование) позволяют работать только в «окно» и на скоростях от 1 до 10 км/ч.
Метод HSG был разработан, чтобы решить эти проблемы. Скорости более 100 км/ч позволяют производить обслуживание пути без изменения (корректировки) графика движения поездов.

## Принцип работы

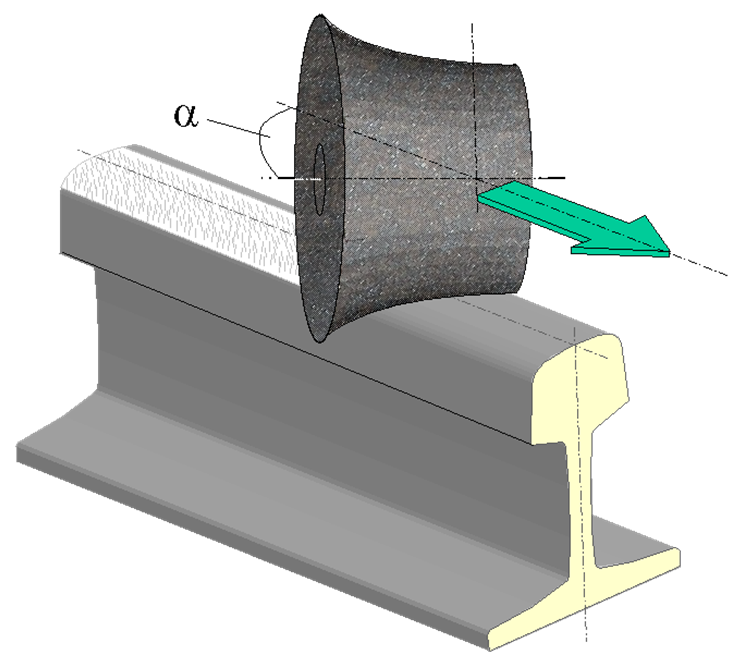
Схема шлифования по методу HSG

Метод HSG основан на вращении цилиндрических шлифовальных камней, развернутых к рельсам под определённым углом. За счёт этого шлифование происходит не только по направлению движения.

## Применение
Компания Stahlberg Roensch построила две машины, работающих по технологии HSG. Большая путевая машина RC-01 состоит из 4 вагонов (всего 96 шлифовальных камней). RC-01 работает на основных направлениях и высокоскоростных линиях DB Netz AG. Меньшая машина оснащена 16 шлифовальными камнями и применяется на пригородных линиях и в метрополитене.

## Преимущества
- Профилактика дефектов рельсов
- Уменьшение трения
- Снижение шума после шлифования